# TV Tokyo
TV Tokyo (japonsky テレビ東京, Terebi Tókjó), známá také jako Teleto (japonsky テレ東, Teretó) nebo na základě volacího znaku JOTX-DTV, je japonská vlajková televizní stanice sítě TXN Network, která sídlí v mrakodrapu Sumitomo Fudósan Roppongi Grand Tower v Roppongi ve čtvrti Minato v Tokiu.
Stanici vlastní a provozuje TV Tokyo Corporation (japonsky 株式会社テレビ東京, Kabušiki gaiša Terebi Tókjó), dceřiná společnost kótované certifikované holdingové společnosti TV Tokyo Holdings Corporation (japonsky 株式会社テレビ東京ホールディングス, Kabušiki gaiša Terebi Tókjó Hórudingusu), jež je sama o sobě dceřinou společností firmy Nikkei.